# Części jednocześnie dostępne
Części jednocześnie dostępne (ang.  simultaneously accessible parts) – przewody lub części przewodzące, które mogą być dotknięte jednocześnie przez człowieka lub zwierzę.
Częściami jednocześnie dostępnymi mogą być:
- części przewodzące dostępne,
- części przewodzące obce,
- części czynne,
- przewody ochronne,
- podłogi przewodzące,
- uziomy,
- grunt.